# Aurelius und Natalia
Aurelius und Natalia (gestorben 852 n. Chr.) waren ein christliches Ehepaar, das unter Abd ar-Rahman II., dem Emir von Córdoba, hingerichtet wurde, weil beide sich weigerten, ihren Glauben zu verleugnen. Sie gelten als christliche Märtyrer und Heilige.

## Hagiographie
Aurelius wurde in Sevilla in eine wohlhabende Familie geboren. Sein Vater war ein muslimischer Konvertit und seine Mutter eine mozarabische Christin. Nachdem er als Kind Waise wurde, zog ihn seine Tante (die Schwester seines Vaters) groß, die Christin geblieben war und ihn christlich erzog.
Aurelius heiratete ein tugendhaftes Mädchen aus einer muslimischen Familie, die von ihrem christlichen Stiefvater den christlichen Namen Sabigotho erhalten hatte. Nach ihrer Hochzeit entschied sich Sabigotho, zum Christentum überzutreten und nahm den Namen Nathalie an. Das Paar lebte in Corduba, hatte zwei Töchter und praktizierte das Christentum nur im Verborgenen. Im frühen Al-Andalus wurde das einheimische Christentum toleriert, allerdings galt es als Kapitalverbrechen, vom Islam zum Christentum überzutreten, wie das bei Aurelius (als Sohn eines Muslims) und seiner Frau der Fall war.
Eines Tages wurde Aurelius Zeuge der öffentlichen Auspeitschung eines christlichen Händlers, der sich öffentlich zu seinem Glauben an Christus bekannt hatte. Erschüttert von diesem Ereignis, beschlossen Aurelius und Nathalie, dass sie ihren Glauben nicht länger verbergen konnten. Sie gerieten unter den Einfluss des mozarabischen Priesters Eulogius von Córdoba, der sie ermunterte, sich hinrichten zu lassen, um für das Christentum Zeugnis abzulegen. Eulogius hatte bereits mehrere Mönche, Jungfrauen und Priester ins Martyrium geführt, allerdings begleitete er mit Aurelius und Nathalie erstmals ein verheiratetes Paar auf diesem Weg, den er für ein zulässiges Glaubenszeugnis hielt. Nathalie zögerte zunächst, weil sie ihre Kinder nicht verlassen wollte, Eulogius überredete sie jedoch, die Töchter mit Geld auszustatten und in einem Kloster unterzubringen, damit sie ruhigen Gewissens in den Tod gehen könnte. Zusammen mit dem ebenfalls von Eulogius beratenen Ehepaar Felix und Liliosa und einem zugewanderten Mönch aus Bethlehem provozierten sie die Behörden, indem die Frauen demonstrativ unverschleiert die Kirche aufsuchten, sodass alle fünf verhaftet wurden. Zwar begnadigte man sie zunächst nach kurzem Verhör, aber der Mönch begann nach der Freilassung der fünf, die Wachen übel zu beschimpfen, sodass sie erneut vor den Kadi geführt und nunmehr ernstlich aufgefordert wurden, zum Islam zurückzukehren. Da sie dies verweigerten, wurden Aurelius und Nathalie hingerichtet, der Mönch aber erneut freigelassen, weil der Richter seine Beschimpfungen nicht selbst gehört hatte. Erst als er sie daraufhin wiederholte, erlitt auch er das erwünschte Martyrium.
Einzige historische Quelle für die Ereignisse ist die von Eulogius von Córdoba selbst verfasste Hagiographie Memoriale Sanctorum, in der er die Schicksale der von ihm angeleiteten Märtyrer verherrlicht und gegen die andalusische Amtskirche polemisiert, die das selbst gesuchte bzw. bewusst provozierte Martyrium in einem Synodenbeschluss verboten hatte, was Eulogius nicht akzeptieren wollte und als Anbiederung an die muslimischen Machthaber verstand. Ein wesentliches Anliegen seiner Schrift bestand auch darin, die eigenen Glaubensgenossen von der Heiligkeit und Vorbildhaftigkeit der Hingerichteten zu überzeugen, was ihm jedoch nicht gelang. Nach seiner eigenen Hinrichtung im Jahr 859 endete die von Eulogius und wenigen Gesinnungsgenossen initiierte Märtyrerbewegung in Al-Andalus abrupt.

## Verehrung
Der Festtag für Aurelius und Nathalie ist der 27. Juli. Sie zählen zu den Märtyrern von Córdoba, 49 Christen, die zwischen 850 und 859 n. Chr. in dieser Stadt hingerichtet wurden. Die Verehrung der bei den einheimischen Christen ihrer Zeit unbeliebten Märtyrer war in Spanien zu keiner Zeit populär, sie tauchen in klösterlichen Heiligenkalendern des Mittelalters nur sehr selten und selbst in viel späteren Perioden nicht häufig auf.
Noch in den 850er Jahren wurden Reliquien des Aurelius und der Nathalie sowie des mit ihnen hingerichteten syrischen Mönchs Georg aus Bethlehem in das Westfrankenreich gebracht, wo unter Karl dem Kahlen die Verehrung christlicher Märtyrer und ihrer Reliquien stark an Beliebtheit gewann. Zwei Mönche des Pariser Klosters Saint-Germain, die in Spanien auf der Suche nach neuen Reliquien zum Schutz vor Wikingerüberfällen waren, gelangten 857 nach Córdoba, wo sie persönlich mit Eulogius zusammentrafen. Er schenkte ihnen den enthaupteten Körper von Aurelius und den Kopf seiner Frau Nathalie sowie den vollständigen Körper des Mönches Georg. Erst nach ihrer Überführung nach Frankreich konnten die Reliquien Wunder bewirken, womit die Heiligkeit der den fränkischen Mönchen sonst unbekannten Märtyrer in ihren Augen erwiesen war. In Al-Andalus waren die Reliquien der Märtyrer nach Eulogius’ eigenem Zeugnis nicht wundertätig in Erscheinung getreten.
Aurelius galt später als Stadtheiliger von Sevilla, seine Reliquien sind deshalb auch in Hispanoamerika verbreitet, da die Fahrten der Entdecker und Konquistadoren stets von Sevilla ausgingen. So finden sich beispielsweise auch in einem Altar in der Metropolkathedrale Basilika Santa María la Antigua in Panama-Stadt, der ältesten Kathedralkirche auf dem amerikanischen Festland, (angebliche) Reste des Heiligen.